# San Paolo
San Paolo – miejscowość i gmina we Włoszech, w regionie Lombardia, w prowincji Brescia.
Według danych na rok 2004 gminę zamieszkiwały 3882 osoby, 215,7 os./km².